# Списак шаховских олимпијада
Шаховске олимпијаде одржавају се од 1927. године.

## Мушке шаховске олимпијаде
1. 1927. у Лондону (Уједињено Краљевство)
2. 1928. у Хагу (Холандија)
3. 1930. у Хамбургу (Немачка)
4. 1931. у Прагу (Чехословачка)
5. 1933. у Фокстону (Уједињено Краљевство)
6. 1935. у Варшави (Пољска)
7. 1937. у Стокхолму (Шведска)
8. 1939. у Буенос Ајресу (Аргентина)
9. 1950. у Дубровнику (Југославија)
10. 1952. у Хелсинкију (Финска)
11. 1954. у Амстердаму (Холандија)
12. 1956. у Москви (Совјетски Савез)
13. 1958. у Минхену (Савезна Република Немачка)
14. 1960. у Лајпцигу (Демократска Република Немачка)
15. 1962. у Варни (Бугарска)
16. 1964. у Тел Авиву (Израел)
17. 1966. у Хавани (Куба)
18. 1968. у Лугану (Швајцарска)
19. 1970. у Зигену (Немачка)
20. 1972. у Скопљу (Југославија)
21. 1974. у Ници (Француска)
22. 1976. у Хаифи (Израел)
23. 1978. у Буенос Ајресу (Аргентина)
24. 1980. у Ла Валети (Малта)
25. 1982. у Луцерну (Швајцарска)
26. 1984. у Солуну (Грчка)
27. 1986. у Дубаију (Уједињени Арапски Емирати)
28. 1988. у Солуну (Грчка)
29. 1990. у Новом Саду (Југославија)
30. 1992. у Манили (Филипини)
31. 1994. у Москви (Русија)
32. 1996. у Јеревану (Јерменија)
33. 1998. у Елисти (Русија)
34. 2000. у Истанбулу (Турска)
35. 2002. у Бледу (Словенија)
36. 2004. у Калвији (Шпанија)
37. 2006. у Торину (Италија)
38. 2008. у Дрездену (Немачка)

## Женске шаховске олимпијаде
1. 1957. у Емену (Холандија)
2. 1963. у Сплиту (Југославија)
3. 1966. у Оберхаузену (Савезна Република Немачка)
4. 1969. у Лублину (Пољска)
6. 1974. у Меделину (Колумбија)
20. шаховска олимпијада 1972. у Скопљу (Југославија) упоредо је организована и у мушкој и у женској конкуренцији. Од шаховске Олимпијаде 1976. у Хаифи (Израел), упоредо се одржавају мушке и женске шаховске олимпијаде.

## Незваничне шаховске олимпијаде
- 1924. у Паризу (Француска)
- 1926. у Будимпешти (Мађарска)
- 1936. у Минхену (Немачка)
- 1976. у Триполију (Либија)